# 658882 Zemaitija
658882 Zemaitija este o planetă minoră (asteroid) din centura de asteroizi. A fost descoperită pe 23 octombrie 2017 la Baldone⁠(d) de . 
Obiectul prezintă o orbită caracterizată de o semiaxă mare de 2,9778997633596 UAi, o excentricitate de 0,10354105262556, o înclinație de 9,171557713809 ° în raport cu ecliptica.